# Holcocephala stylata
Holcocephala stylata là một loài ruồi trong họ Asilidae. Holcocephala stylata được Pritchard miêu tả năm 1938. Loài này phân bố ở vùng Tân nhiệt đới.